# Гвінейниця жовтогруда
Гвінейниця жовтогруда (Microeca flavigaster) — вид горобцеподібних птахів родини тоутоваєвих (Petroicidae). Мешкає в Австралії та Нової Гвінеї.

## Опис
Довжина птаха становить в середньому 11,5 см. Виду не притаманний статевий диморфізм.
Номінативний підвид M. f. flavigaster має характерну лимонно-жовту нижню частну тіла, біле горло, сіре обличчя з білими "бровами" і оливково-коричневу верхню частину тіла. Представники підвиду M. f. tormenti більшого розміру, вони мають білу нижню частину тіла, сірувату верхню частину тіла, їх дзьоби і хвости загалом довші. Підвид M. f. flavissima більш схожий на номінативний, однак його верхня частина тіла і горло мають жовтуватий відтінок, його "брови" жовті а хвіст коротший. Представники підвиду M. f. laetissima більшого розміру, ніж M. f. flavigaster; мають коротший хвіст і довший дзьоб.

## Поширення і екологія
Жовтогруді гвінейниці мешкають в рівнинних тропічних і мангрових лісах Нової Гвінеї і північної Австралії.

## Підвиди
Виділяють шість підвидів жовтогрудої гвінейниці:
- M. f. laeta Salvadori, 1878 (північ Нової Гвінеї);
- M. f. tarara Rand, 1940 (південь Нової Гвінеї);
- M. f. flavissima Schodde & Mason, 1999 (аівденний схід Нової гвінеї і півострів Кейп-Йорк);
- M. f. laetissima Rothschild, 1916 (східний Квінсленд);
- M. f. flavigaster Gould, 1843 (північна Австралія);
- M. f. tormenti Mathews, 1916 (північно-західна Австралія).

## Раціон
Жовтогруда гвінейниця харчується комахами, які вона шукає між листя або, рідше, на землі.

## Розмноження
Сезон розмноження триває з серпня по лютий. За рік може вилупитися один або два виводки пташенят. Жовтогруді гвінейниці будують невелике гніздо з сухої трави і листя, яке скріплюють павутинням. В кладці одне яйце біло-блакитного кольору з коричневими плямками розміром 19×14 мм.